# Liste der finnischen Botschafter in Ungarn
Liste der finnischen Botschafter in Ungarn.
| Ernennung Akkreditierung | Name                        | Bemerkungen                          | ernannt von             | Akkreditierung während der Regierungszeit von | Posten verlassen |
| ------------------------ | --------------------------- | ------------------------------------ | ----------------------- | --------------------------------------------- | ---------------- |
| 1922                     | Karl Gustaf Idman           | Sitz Kopenhagen                      | Kaarlo Juho Ståhlberg   | Miklós Horthy                                 | 1927             |
| 1927                     | Emil Nestor Setälä          | Sitz Kopenhagen                      | Lauri Kristian Relander | Miklós Horthy                                 | 1930             |
| 1930                     | Onni Talas                  | Sitz Kopenhagen                      | Lauri Kristian Relander | Miklós Horthy                                 | 1934             |
| 1934                     | Onni Talas                  | Sitz Budapest                        | Pehr Evind Svinhufvud   | Miklós Horthy                                 | 1940             |
| 1940                     | Aarne Artur Wuorimaa        |                                      | Risto Ryti              | Miklós Horthy                                 | 1944             |
| 1950                     | Uno Salomon Koistinen       | Geschäftsträger                      | Juho Kusti Paasikivi    | Sándor Rónai                                  | 1951             |
| 1951                     | Lauri Hjelt                 | Geschäftsträger                      | Juho Kusti Paasikivi    | Sándor Rónai                                  | 1957             |
| 1957                     | Toivo Heikkilä              | Geschäftsträger, ab 1960 Botschafter | Urho Kekkonen           | István Dobi                                   | 1963             |
| 1963                     | Reino Palas                 | Botschafter                          | Urho Kekkonen           | István Dobi                                   | 1965             |
| 1965                     | Olavi Raustila              |                                      | Urho Kekkonen           | István Dobi                                   | 1969             |
| 1969                     | Martti Ingman               |                                      | Urho Kekkonen           | Pál Losonczi                                  | 1973             |
| 1973                     | Kaarlo Juhana Yrjö-Koskinen |                                      | Urho Kekkonen           | Pál Losonczi                                  | 1977             |
| 1977                     | Kaarlo Yrjö-Koskinen        |                                      | Urho Kekkonen           | Pál Losonczi                                  | 1979             |
| 1979                     | Osmo Väinölä                |                                      | Urho Kekkonen           | Pál Losonczi                                  | 1985             |
| 1985                     | Arto Mansala                |                                      | Mauno Koivisto          | Pál Losonczi                                  | 1989             |
| 1989                     | Risto Hyvärinen             |                                      | Mauno Koivisto          | Mátyás Szűrös                                 | 1992             |
| 1992                     | Pertti Torstila             |                                      | Mauno Koivisto          | Árpád Göncz                                   | 1996             |
| 1996                     | Jaakko Kaurinkoski          |                                      | Martti Ahtisaari        | Árpád Göncz                                   | 1998             |
| 1998                     | Hannu Halinen               |                                      | Martti Ahtisaari        | Árpád Göncz                                   | 2002             |
| 2002                     | Pekka Kujasalo              |                                      | Tarja Halonen           | Ferenc Mádl                                   | 2007             |
| 2007                     | Jari Vilén                  |                                      | Tarja Halonen           | László Sólyom                                 |                  |